# Звания и униформа военно-морского флота Великобритании в XVIII — XIX веках

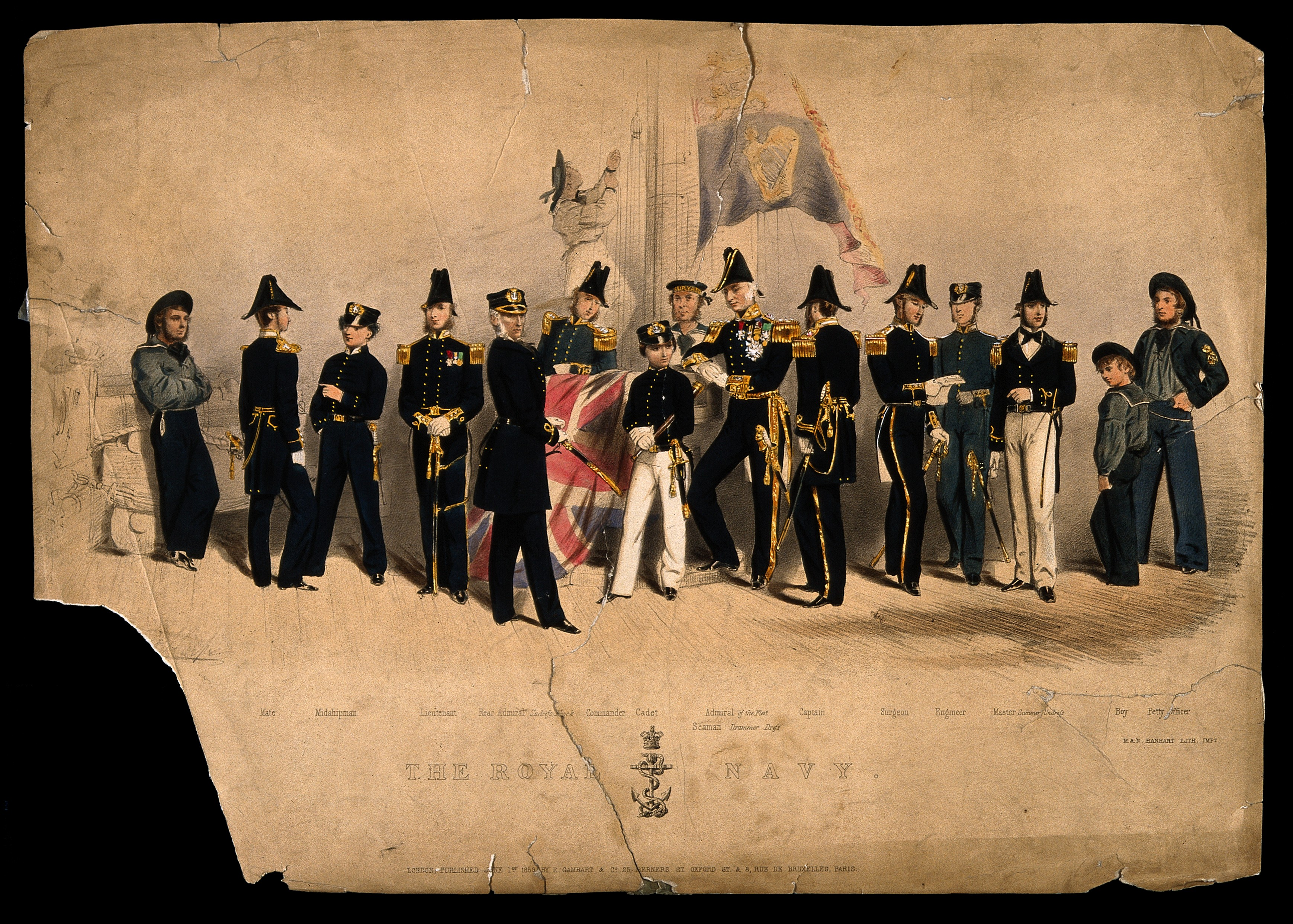
Пятнадцать человек в форме, каждый разного звания.

Звания и униформа военно-морского флота Великобритании в XVIII—XIX веках были установлены в попытке стандартизировать систему чинов и различий на суше и на море для всех членов Королевского военно-морского флота.

## История
До 1740-х годов не существовало регламентированной униформы среди офицеров и матросов Королевского флота, однако многие офицеры, чтобы обозначить свой социальный статус, носили одежду высшего класса и парики. Дабы подчеркнуть богатство и статус офицера, тужурка тёмно-синего цвета (чтобы те не выцветали от воздействия дождя и влаги) украшалась золотой вышивкой на манжетах и стоячих воротниках.
На начальном этапе существования Королевского флота существовало только три чётко установленных корабельных звания: капитан, лейтенант и старший помощник (англ. captain, lieutenant, master). Со временем капитан и лейтенант получили офицерский статус, а штурман остался младшим офицерским чином, специализирующимся на навигации и управлении кораблём. В 1758 году было введено звание мичмана (англ. sailing master; разновидность кандидата в офицеры (англ. Officer candidate / officer aspirant (OA))). Звание «Капитан-командор» (англ. master and commander), отдельное от звания капитана, впервые появилось в 1760-х годах и изначально было не постоянным, временным назначением на случай, когда лейтенанту доверяли командование кораблём без капитанского патента (и связанных с ним привилегий). К 1790-м годам звание «капитан-командор» сократилось до «командор» и получило постоянный статус. Однако практика назначения лейтенантов на должности капитанов небольших судов продолжилась, а обозначение англ. lieutenant commanding со временем превратилось в звание «капитан-лейтенант» (англ. Lieutenant commander).
В 1748 году в ответ на желание военно-морских офицеров иметь регламентированную униформу, соответствующую их службе, лорд Ансон впервые издал указ о форме одежды для военно-морских офицеров. В 1767 году введены понятия «парадная» и «повседневная» униформа, а к 1795 году к форме добавились эполеты. Окончательная версия эполет утвердилась в 1846 году, а в 1856 году году знаки различия с эполет переместились на рукава в виде нашивок, что практикуется по сей день.
Форма одежды играла важную роль в корабельной иерархии.

## Звания и должности
В XVIII веке в военно-морском флоте Великобритании звание и должность на борту корабля определялись сочетанием звания и социального класса (джентльмен — не джентльмен). Кадровые офицеры (капитан, лейтенант, офицеры морской пехоты, причислялись к джентльменам и стояли в руководстве корабля. Старшие по званию уорент-офицеры (штурман, счетовод (англ. Purser), хирург (англ. Surgeon) и капеллан (англ. Chaplain)) имели патент от военно-морского совета, но не были полноправными офицерами. Уорент-офицеры имели право на питание и койку в кают-компании и обычно считались джентльменами; однако штурман был бывшим матросом, поднявшимся из низов, поэтому воспринимался нижестоящим по социальному положению. Все офицеры и уорент-офицеры носили форму того или иного типа, согласно постановлению ВМФ 1787 года, но штурманы и счетоводы получили свою собственную униформу лишь в 1807 году.
Далее следовали три «постоянных офицера» корабля: плотник, канонир и боцман (англ. Carpenter, Gunner, Boatswain (Bo'sun)), которые вместе с капитаном постоянно находились на борту для технического обслуживания, ремонта и ухода за судном. Постоянные офицеры считались самыми квалифицированными моряками на борту, питались и ночевали вместе с командой. Таким образом, они имели статус, отличный от статуса других офицеров, и в случае пленения не получали привилегий офицеров или уорент-офицеров.
Уорент-офицеры из джентльменов, проходящие обучение, назывались Cockpit mate и питались отдельно от обычных матросов в кокпите (англ. сockpit). К ним относились как мичманы, которые считались джентльменами и офицерами, проходящими обучение, так и помощники капитана, которые получали свой статус из-за того, что были помощниками капитана. Мичман имел ранг выше большинства других уорент-офицеров и младших офицеров, таких как каптенармус. Мальчиков, стремившихся получить офицерское звание, часто называли юными джентльменами (англ. young gentlemen) вместо их основного звания, чтобы подчеркнуть их более высокий социальный статус по сравнению с обычными моряками. Иногда мичмана назначали на корабль в качестве матроса более низкой квалификации, например, старшим матросом (англ. able seaman), но он ел и спал со своими товарищами по службе в кубрике (все мичманы в какой-то момент своей службы должны были получить квалификацию «старший» — это было обязательным условием для того, чтобы они могли стать помощниками, а также для повышения до лейтенанта). Например, Горацио Нельсон служил матросом на борту «Seahorse», а Питер Хейвуд служил матросом на борту «Bounty».
Остальная часть экипажа, которая жила и размещалась в общей каюте, состояла из старшин (англ. Petty officer) и матросов. Старшины отличались от матросов техническими навыками и более высоким уровнем подготовки.
Списанных по инвалидности или по возрасту матросов и пехотинцев могли принять в Гринвичский морской госпиталь. С 1805 по 1869 годы гринвичским пенсионерам выдавали особую форму: синий сюртук с медными пуговицами, белые жилет и штаны, чёрные ботинки и треуголка. Подобная форма (красная) была у армейских челсийских пенсионеров.

## Дети на службе

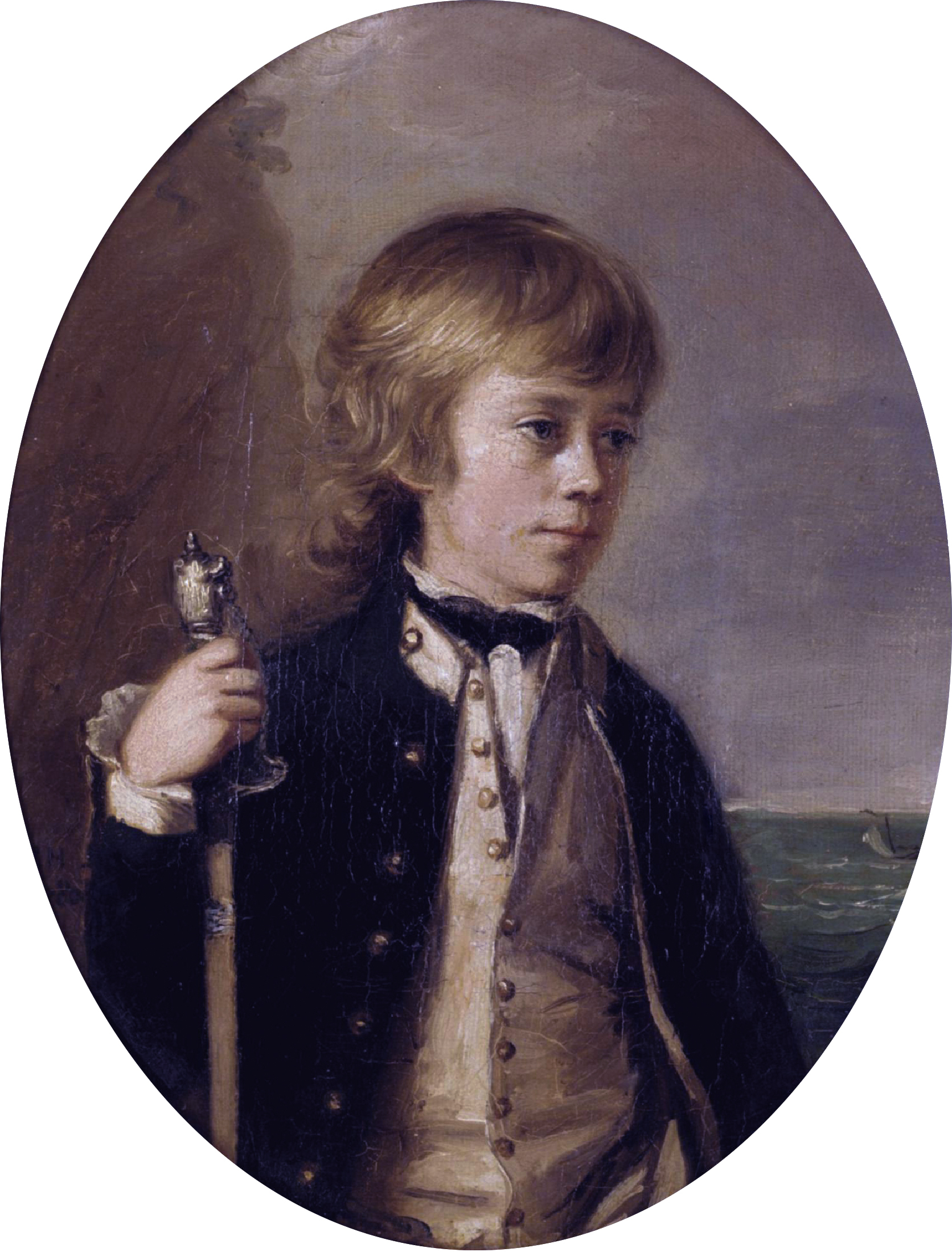
Мичман Генри Уильям Бейтон в однобортном синем мундире с белыми петлицами

До принятия законов о детском труде в конце XIX века дети из бедных семей начинали работать рано. Детский труд воспринимался необходимым для развития ребёнка и желательным для увеличения дохода семей в нужде. Дети фермеров помогали с посевом и сбором урожая начиная с 5-6 лет, а мальчик-трубочист приступал к работе в 3-4 года. В то время в Великобритании детский труд не считался зазорным, но даже приемлемым как с моральной, так и с юридической точки зрения.
Юнги в Королевском ВМФ распределялись по трём классам:
- юнга третьего класса (до 15 лет) обычно нанимался в качестве офицерского слуги,
- юнга второго класса (от 16 до 18 лет) выполнял рядовые обязанности матроса,
- первый класс присваивался юнге, который готовился стать офицером (обычно это были молодые джентльмены из состоятельных семей).

Такая градация считалась наиболее подходящей для накопления знаний и опыта, чтобы позже стать мичманом. Служба юнгой шла в счёт опыта плавания; слуги офицеров могли получить зачётные баллы за обязательные шесть лет плавания, необходимые для сдачи экзамена на лейтенанта. Нередко этих мальчиков вносили в список только на бумаге, пока они оставались на суше в школе, а высокопоставленные офицеры предоставляли фиктивное время службы в обмен на какую-либо награду или услугу.
Количество юнг второго и третьего классов, которых разрешалось брать на борт каждого корабля, определялось Адмиралтейством и могло достигать 13 и 19 человек соответственно на кораблях первого ранга, в то время как на большом фрегате могло быть 10 человек третьего класса и 6 человек второго класса. Младшим не должно было быть меньше 13 лет, а если они были сыновьями офицеров — то не менее 11 лет, однако это правило часто нарушалось. Морское общество, основанное в 1756 году Джонасом Хэнвеем, было благотворительной организацией, которая поощряла бедных и обездоленных мальчиков искать лучшую жизни во флоте. Общество предоставляло еду, одежду и постельные принадлежности, а также базовое морское образование. На пике своего развития в 1790-х годах оно поставляло от 500 до 600 мальчиков в год для Королевского флота.
| Чин                                                 | Звание                     | Кем назначается                                                | Проживание и питание                          | Униформа                                                                                                   | Примечания |
| --------------------------------------------------- | -------------------------- | -------------------------------------------------------------- | --------------------------------------------- | --- | --- |
| Коммодор                                            | Уполномоченный офицер      | Адмиралтейство                                                 | Отдельная каюта                               | Синий сюртук с золотыми пуговицами. После 1795 года, синий мундир с эполетами.                             | Специальная категория для капитанов, управляющих несколькими судами. Коммодоры второго класса командовали своими кораблями, в то время как коммодоры первого класса назначались капитаном для командования флагманским кораблём. |
| Капитан                                             | Уполномоченный офицер      | Адмиралтейство                                                 | Отдельная каюта                               | Синий сюртук с золотыми пуговицами. После 1795 года, синий мундир с эполетами.                             | Капитан корабля |
| Коммандер                                           | Уполномоченный офицер      | Адмиралтейство                                                 | Отдельная каюта                               | Синий сюртук, белый жилет. После 1795 года (коммандер) и 1812 года (лейтенант) — синий мундир с эполетами  | Капитан корабля без ранга |
| Лейтенант                                           | Уполномоченный офицер      | Адмиралтейство                                                 | Кают — компания                               | Синий сюртук, белый жилет. После 1795 года (коммандер) и 1812 года (лейтенант) — синий мундир с эполетами  | Командир дивизиона / вахтенный офицер |
| Исполняющий обязанности лейтенанта (Sub-lieutenant) | уорент-офицер              | Капитан корабля                                                | Кают — компания                               | Не существует установленной формы (получатели будут носить форму последнего класса, в котором они учились) | Позже стал младшим лейтенантом |
| Штурман                                             | уорент-офицер              | Совет Адмиралтейства (Navy Board)                              | Кают — компания                               | Синий сюртук с золотыми пуговицами                                                                         | Уорент-офицер самого высокого ранга на борту |
| Счетовод                                            | уорент-офицер              | Отдел продовольствия (Victualling Board)                       | Кают — компания                               | Синий сюртук с золотыми пуговицами                                                                         | Судовой эконом, ответственный за снабжение |
| Хирург                                              | уорент-офицер              | Комиссия по уходу за больными и ранеными (Sick and Hurt Board) | Кают — компания                               | Синий сюртук с золотыми пуговицами                                                                         | Корабельный врач |
| Капеллан                                            | уорент-офицер              | Англиканская церковь                                           | Кают — компания                               | Синий сюртук с золотыми пуговицами                                                                         | Присутствует только на крупных кораблях |
| Мичман                                              | Cockpit officer            | Различные методы назначения                                    | Кокпит                                        | Синий сюртук с белой нашивкой на воротнике на пуговицах                                                    | Должность кандидата в офицеры |
| Помощник мичмана                                    | Cockpit mate               | Различные методы назначения                                    | Кокпит                                        | Синий сюртук с белой отделкой                                                                              | Специальная должность для сдавших экзамен на лейтенанта |
| Помощник штурмана                                   | Cockpit mate               | Различные методы назначения                                    | Кокпит                                        | Синий сюртук с белой отделкой                                                                              | Второй штурман |
| Помощник хирурга (Surgeon’s mate)                   | Cockpit mate               | Комиссия по уходу за больными и ранеными (Sick and Hurt Board) | Кокпит                                        | Синий сюртук с белой отделкой                                                                              | Судовой медик на небольших судах |
| Корабельный клерк (Captain’s clerk)                 | Гражданский, вольнонаёмный | Обычно нанимается капитаном                                    | Кокпит                                        | Гражданская одежда                                                                                         | Письмоводитель капитана |
| Школьный учитель                                    | Гражданский, вольнонаёмный | Обычно нанимается капитаном                                    | Кокпит                                        | Гражданская одежда                                                                                         | Присутствует только на больших кораблях. Основная обязанность — обучать гардемаринов академическим предметам |
| Старший стюарт (Chief steward)                      | Гражданский, вольнонаёмный | Обычно нанимается капитаном                                    | Гамаки для сна и приём пищи в общем помещении | Гражданская одежда                                                                                         | Старший повар и слуга, обычно встречавшийся для флагманах и крупных судах |
| Кок                                                 | Гражданский, вольнонаёмный | Обычно нанимается капитаном                                    | Гамаки для сна и приём пищи в общем помещении | Гражданская одежда                                                                                         | Судовой повар. Обычно это пожилой отставной или раненый моряк |
| Канонир (Gunner)                                    | Standing officer           | По назначению капитана корабля                                 | Гамаки для сна и приём пищи в общем помещении | Синий сюртук с темно-синими пуговицами                                                                     | Отвечает за все корабельное вооружение |
| Боцман                                              | Standing officer           | По назначению капитана корабля                                 | Гамаки для сна и приём пищи в общем помещении | Синий сюртук с темно-синими пуговицами                                                                     | Самый опытный палубный матрос на борту |
| Плотник                                             | Standing officer           | По назначению капитана корабля                                 | Гамаки для сна и приём пищи в общем помещении | Выдаваемая на борту судна одежда для экипажа                                                               | Руководитель бригады плотников |
| Оружейник (Armourer)                                | Старшина (Petty officer)   | По назначению капитана корабля                                 | Гамаки для сна и приём пищи в общем помещении | Выдаваемая на борту судна одежда для экипажа                                                               | |
| Такелажник (Ropemaker)                              | Старшина (Petty officer)   | По назначению капитана корабля                                 | Гамаки для сна и приём пищи в общем помещении | Выдаваемая на борту судна одежда для экипажа                                                               | Senior petty officers |
| Конопатчик                                          | Старшина (Petty officer)   | По назначению капитана корабля                                 | Гамаки для сна и приём пищи в общем помещении | Выдаваемая на борту судна одежда для экипажа                                                               | Senior petty officers |
| Каптенармус                                         | Старшина (Petty officer)   | По назначению капитана корабля                                 | Гамаки для сна и приём пищи в общем помещении | Выдаваемая на борту судна одежда для экипажа                                                               | Senior petty officers |
| Парусный мастер (Sailmaker)                         | Старшина (Petty officer)   | По назначению капитана корабля                                 | Гамаки для сна и приём пищи в общем помещении | Выдаваемая на борту судна одежда для экипажа                                                               | Старшина среднего звена |
| Йомен, помощник                                     | Старшина (Petty officer)   | По назначению капитана корабля                                 | Гамаки для сна и приём пищи в общем помещении | Выдаваемая на борту судна одежда для экипажа                                                               | Двое на борту: писарь и помощник порохового склада |
| Рулевой (Сoxswain)                                  | Старшина (Petty officer)   | По назначению капитана корабля                                 | Гамаки для сна и приём пищи в общем помещении | Выдаваемая на борту судна одежда для экипажа                                                               | Рулевой на корабле, несущий вахту у корабельного штурвала |
| Квартирмейстер                                      | Старшина (Petty officer)   | По назначению капитана корабля                                 | Гамаки для сна и приём пищи в общем помещении | Выдаваемая на борту судна одежда для экипажа                                                               | Старшина палубной команды |
| Бондарь                                             | Старшина (Petty officer)   | По назначению капитана корабля                                 | Гамаки для сна и приём пищи в общем помещении | Выдаваемая на борту судна одежда для экипажа                                                               | Выполнял задания корабельного счетовода |
| Судовой капрал (Ship’s corporal)                    | Старшина (Petty officer)   | По назначению капитана корабля                                 | Гамаки для сна и приём пищи в общем помещении | Выдаваемая на борту судна одежда для экипажа                                                               | Помощник мастера по оружию |
| Вахтенный капитан (Watch captains)                  | Старшина (Petty officer)   | По назначению капитана корабля                                 | Гамаки для сна и приём пищи в общем помещении | Выдаваемая на борту судна одежда для экипажа                                                               | Опытный моряк, возглавляющий вахтенную команду |
| Помощник оружейника                                 | Старшина (Petty officer)   | По назначению капитана корабля                                 | Гамаки для сна и приём пищи в общем помещении | Выдаваемая на борту судна одежда для экипажа                                                               | Младшее звено |
| Помощник каннонира                                  | Старшина (Petty officer)   | По назначению капитана корабля                                 | Гамаки для сна и приём пищи в общем помещении | Выдаваемая на борту судна одежда для экипажа                                                               | Младшее звено |
| Помощник боцмана                                    | Старшина (Petty officer)   | По назначению капитана корабля                                 | Гамаки для сна и приём пищи в общем помещении | Выдаваемая на борту судна одежда для экипажа                                                               | Младшее звено |
| Помощник канопатчика                                | Старшина (Petty officer)   | По назначению капитана корабля                                 | Гамаки для сна и приём пищи в общем помещении | Выдаваемая на борту судна одежда для экипажа                                                               | Младшее звено |
| Помощник плотника                                   | Старшина (Petty officer)   | По назначению капитана корабля                                 | Гамаки для сна и приём пищи в общем помещении | Выдаваемая на борту судна одежда для экипажа                                                               | Младшее звено |
| Помощник такелажника                                | Старшина (Petty officer)   | По назначению капитана корабля                                 | Гамаки для сна и приём пищи в общем помещении | Выдаваемая на борту судна одежда для экипажа                                                               | Младшее звено |
| Помощник квартирмейстера                            | Старшина (Petty officer)   | По назначению капитана корабля                                 | Гамаки для сна и приём пищи в общем помещении | Выдаваемая на борту судна одежда для экипажа                                                               | Младшее звено |
| Артиллерист (Gunsmith)                              | Матрос                     | По назначению капитана корабля                                 | Гамаки для сна и приём пищи в общем помещении | Выдаваемая на борту судна одежда для экипажа                                                               | Корабельные рядовые |
| Четвертной артиллерист (Quarter gunner)             | Матрос                     | По назначению капитана корабля                                 | Гамаки для сна и приём пищи в общем помещении | Выдаваемая на борту судна одежда для экипажа                                                               | Корабельные рядовые |
| Бригада плотников                                   | Матрос                     | По назначению капитана корабля                                 | Гамаки для сна и приём пищи в общем помещении | Выдаваемая на борту судна одежда для экипажа                                                               | Корабельные рядовые |
| Старший матрос                                      | Матрос                     | По назначению капитана корабля                                 | Гамаки для сна и приём пищи в общем помещении | Выдаваемая на борту судна одежда для экипажа                                                               | Моряк с более чем трёхлетним стажем работы |
| Обычный матрос                                      | Матрос                     | По назначению капитана корабля                                 | Гамаки для сна и приём пищи в общем помещении | Выдаваемая на борту судна одежда для экипажа                                                               | Моряк со стажем работы не менее одного года |
| Сухопутчик (Landsman)                               | Матрос                     | По назначению капитана корабля                                 | Гамаки для сна и приём пищи в общем помещении | Выдаваемая на борту судна одежда для экипажа                                                               | Моряк со стажем менее одного года |
| Юнга                                                | Слуга                      | По назначению капитана корабля                                 | Гамаки для сна и приём пищи в общем помещении | Выдаваемая на борту судна одежда для экипажа                                                               | Самая низкая должность на борту, обычно занимаемая мальчиками 12 лет и младше. |

На кораблях Королевского флота, помимо официальных званий и должностей, существовала целая система параллельных иерархий, главной из которых была вахтенная служба. Вахты сменялись 24 часа в сутки и делились на «вахтенные секции», каждую из которых возглавлял «вахтенный офицер», обычно лейтенант, мичман или помощник капитана (капитан и капитан-лейтенант не стояли на вахте, но были на связи 24 часа в сутки).

## Униформа
Первая униформа Королевского военно-морского флота выдавалась только офицерам и состояла из синей парадной формы или «ансамбля» с манжетами с обшлагами, упрощённого камзола с «морскими манжетами», подворачивающимися при выполнении тяжёлой или грязной работы. Такая униформа во многом копировала официальный придворный костюм того времени. Камзол был двубортный с лацканами, отвороты которого можно было застёгивать сзади или на груди для защиты от непогоды. С парадной и повседневной формой надевалась чёрная треуголка, расшитая золотом и украшенная чёрной кокардой.

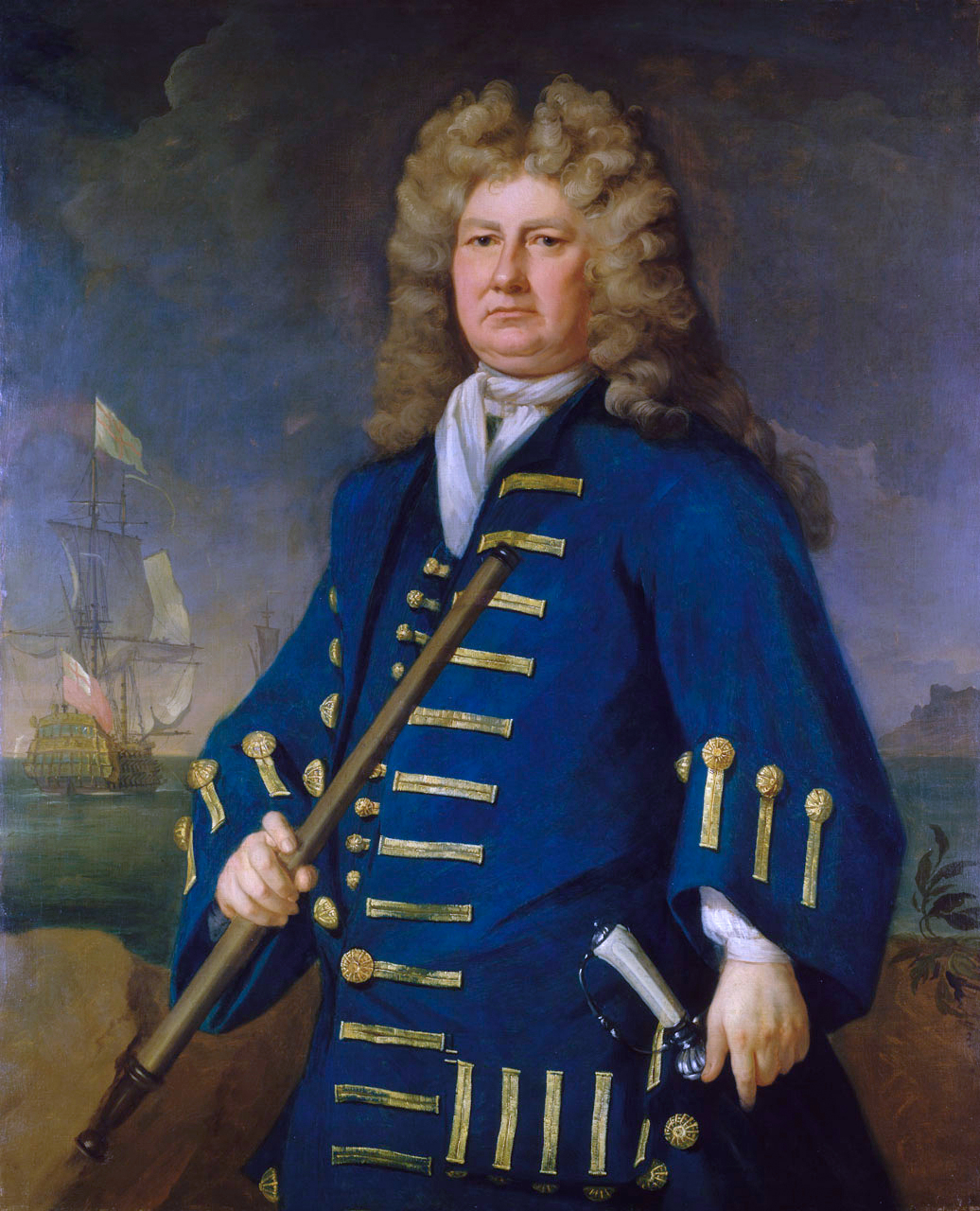
Офицеры не носили форму до 1748 года. На этом портрете 1702 года адмирал Клаудсли Шовелл одет в гражданскую одежду.
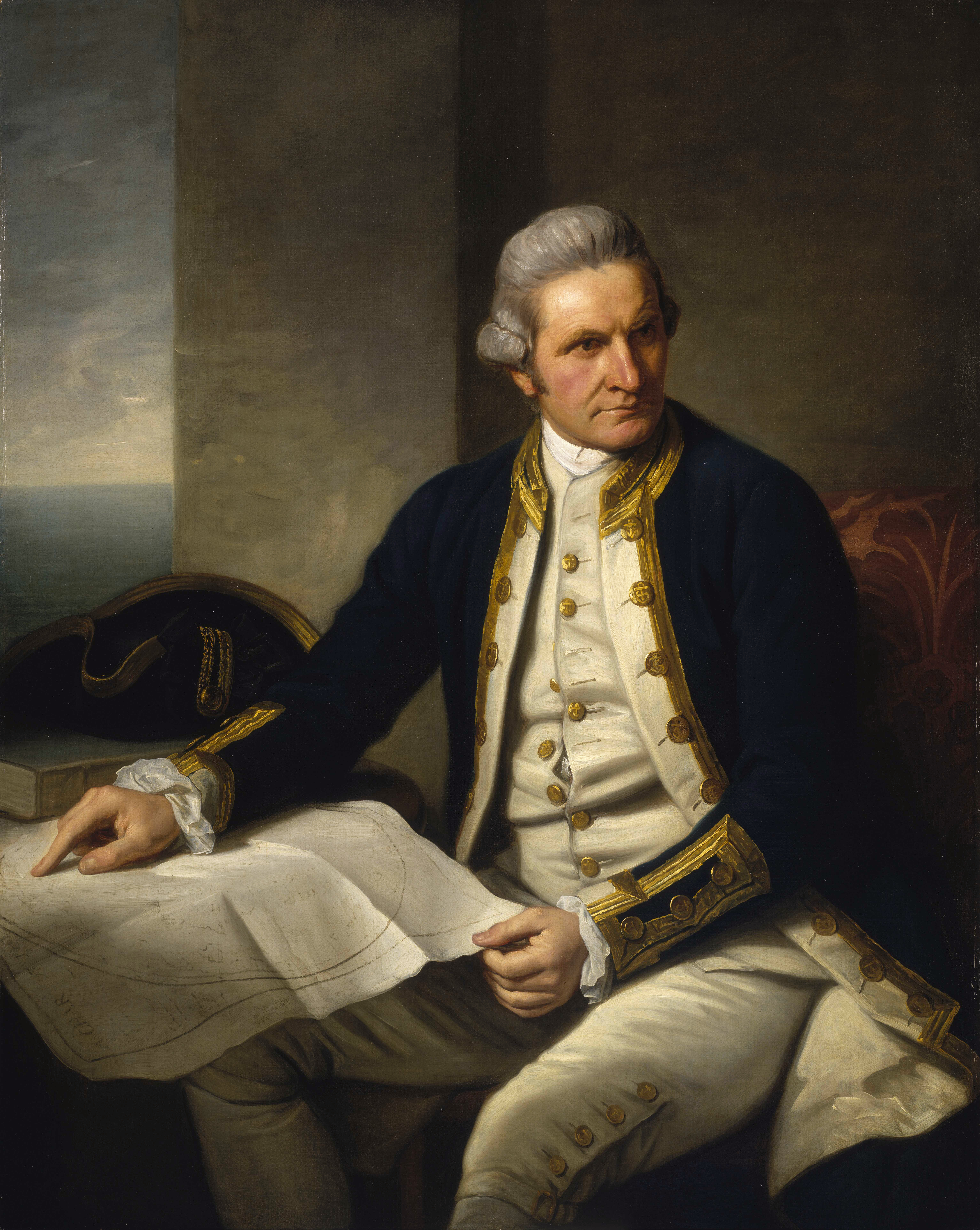
Джеймс Кук в форме капитана Королевского военно-морского флота 1770-х годов
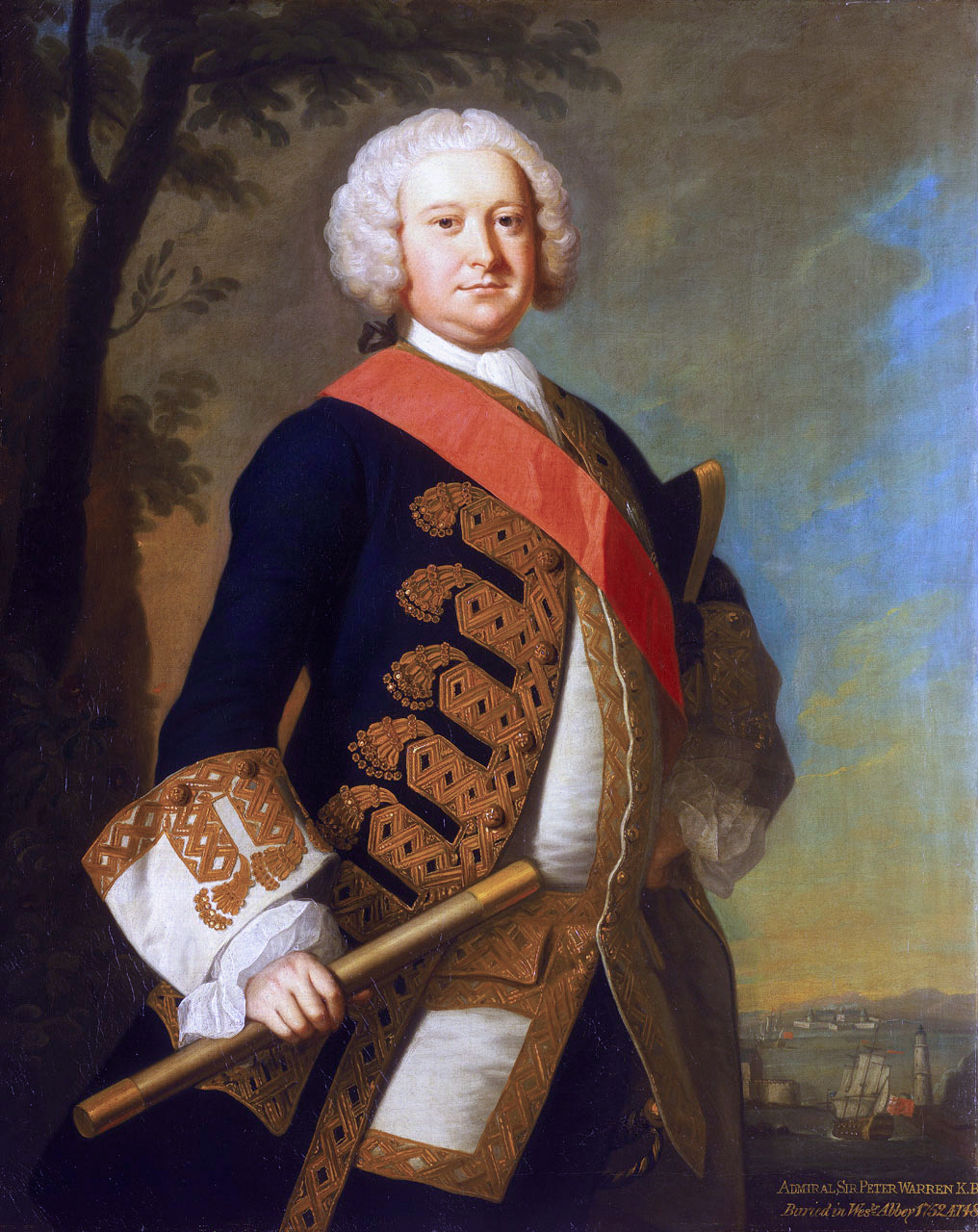
Адмирал сэр Питер Уоррен в парадной форме флагманского офицера образца 1748-1767 годов

1787-1795 годы

История униформы Королевского флота в 1787—1833 годах

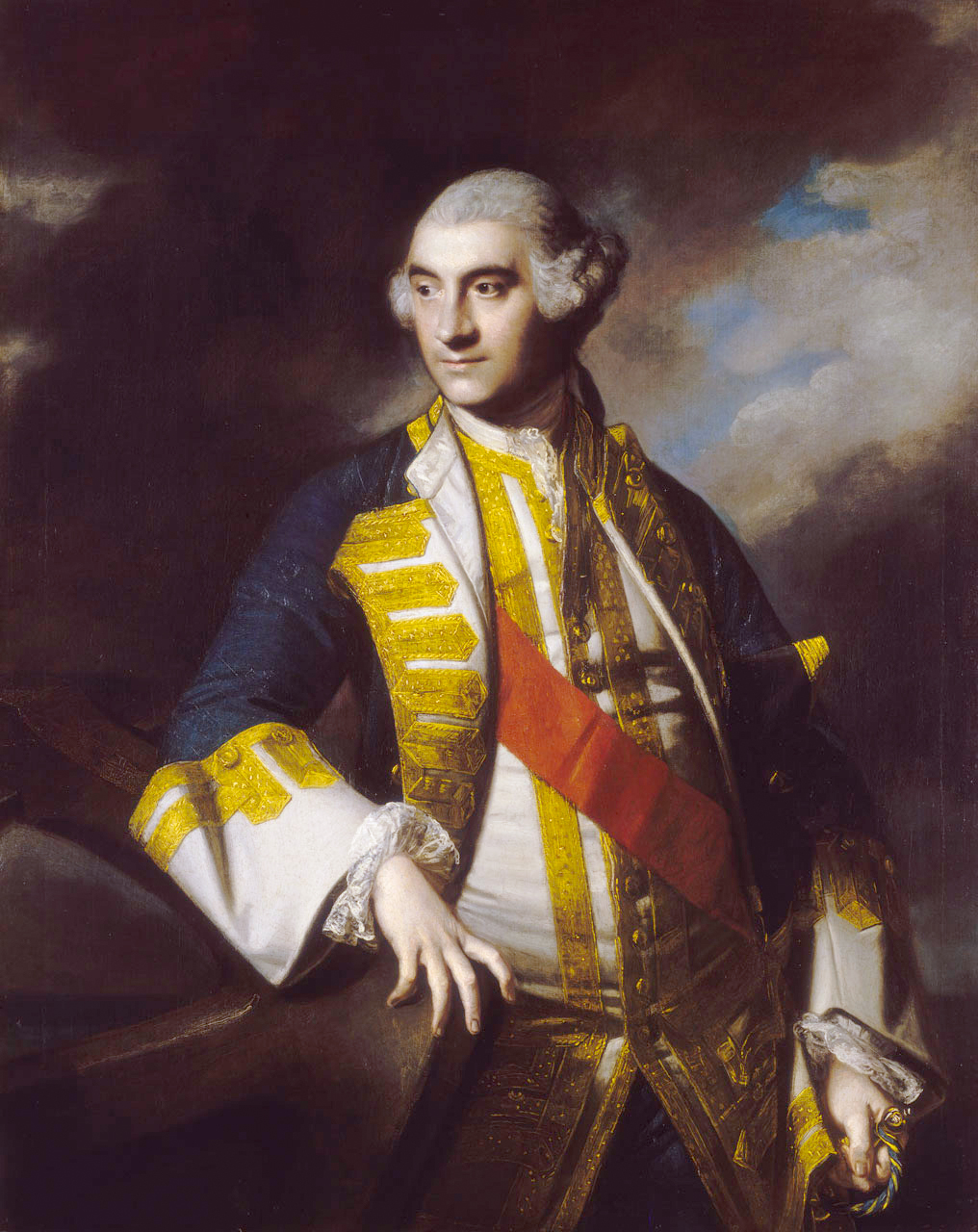
Адмирал Чарльз Сондерс в мундир образца 1748—1767 годов

В 1787 году раздвоенные манжеты парадной формы для унтер-офицеров были заменены белыми закругленными манжетами с тремя пуговицами (лацканы и манжеты были синими для штурманов и командиров). Для флаг-офицеров вышивка на мундире и манжетах была заменена кружевом. В этом году также уорент-офицерам (мастерам, хирургам, казначеям, боцманам и плотникам) была выдана стандартизированная простая синяя форма. Раздвоенные манжеты гардемаринов были заменены на синие закругленные с тремя пуговицами.
| Ранг                                                     | Командующий / флаг-офицер                                | Командующий / флаг-офицер                                | Командующий / флаг-офицер                                | Командующий / флаг-офицер                                | Командующий / флаг-офицер                                | Старший офицер                                           | Старший офицер                                           | Старший офицер                                      | Младший офицер             | Младший офицер          |
| -------------------------------------------------------- | -------------------------------------------------------- | -------------------------------------------------------- | -------------------------------------------------------- | -------------------------------------------------------- | -------------------------------------------------------- | -------------------------------------------------------- | -------------------------------------------------------- | --------------------------------------------------- | -------------------------- | ----------------------- |
| 1787-1795                                                |                                                          |                                                          |                                                          |                                                          |                                                          |                                                          |                                                          |                                                     |                            |                         |
| 3 золотые полоски на белой манжете с золотыми пуговицами | 3 золотые полоски на белой манжете с золотыми пуговицами | 2 золотые полоски на белой манжете с золотыми пуговицами | 1 золотая полоска на белой манжете с золотыми пуговицами | 1 золотая полоска на белой манжете с золотыми пуговицами | 2 золотые полоски на белой манжете с золотыми пуговицами | 1 золотая полоска на белой манжете с золотыми пуговицами | 1 золотая полоска на синей манжете с золотыми пуговицами | Белая манжета с пуговицами и петлицами на подкладке | Синяя манжета с пуговицами |                         |
| Звание                                                   | Адмирал флота                                            | Адмирал                                                  | Вице-адмирал                                             | Контр-адмирал                                            | Коммодор (носит униформу контр-адмирала)                 | Капитан (более 3-х лет на службе)                        | Капитан (менее 3-х лет на службе)                        | Штурман и коммандер                                 | Лейтенант                  | Второй штурман / Мичман |

1795-1812 годы
1 июня 1795 года произошло важное изменение в униформе XVIII века: флаг-офицерам, капитанам и командирам были пожалованы эполеты, униформа всех званий лишилась белой окантовки. Вместо обычной формы уорент-офицера с июня 1805 года хирурги теперь должны были носить жилет и бриджи, синий однобортный мундир на белой подкладке со стоячим воротником и восемью пуговицами для торжественных случаев. Также было предоставлен парадный мундир с отложным воротником, без пуговиц на манжетах или карманах. Парадная форма для счетоводов и штурманов была введена в июне 1807 года.

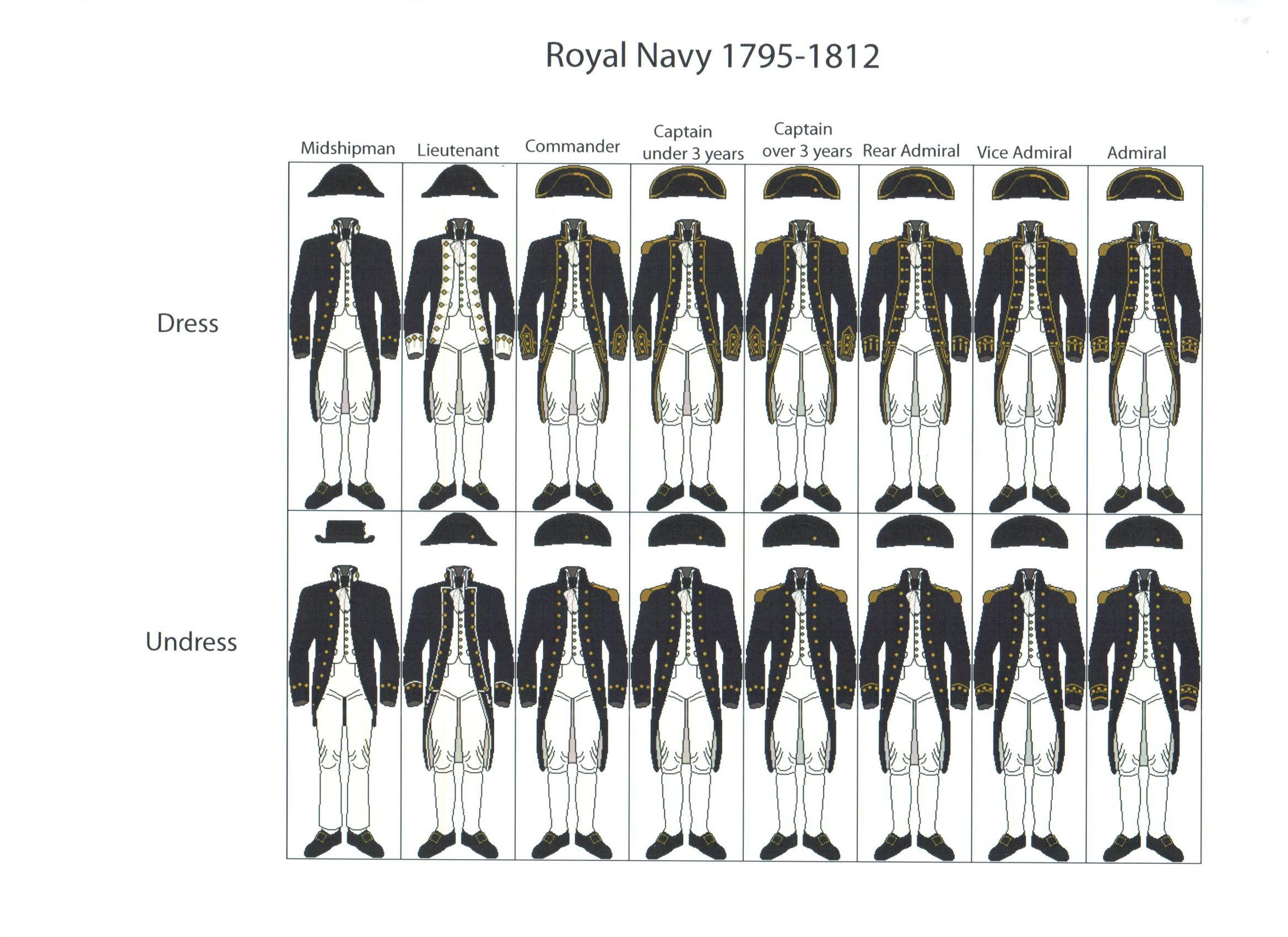
Униформа 1795-1812 годов
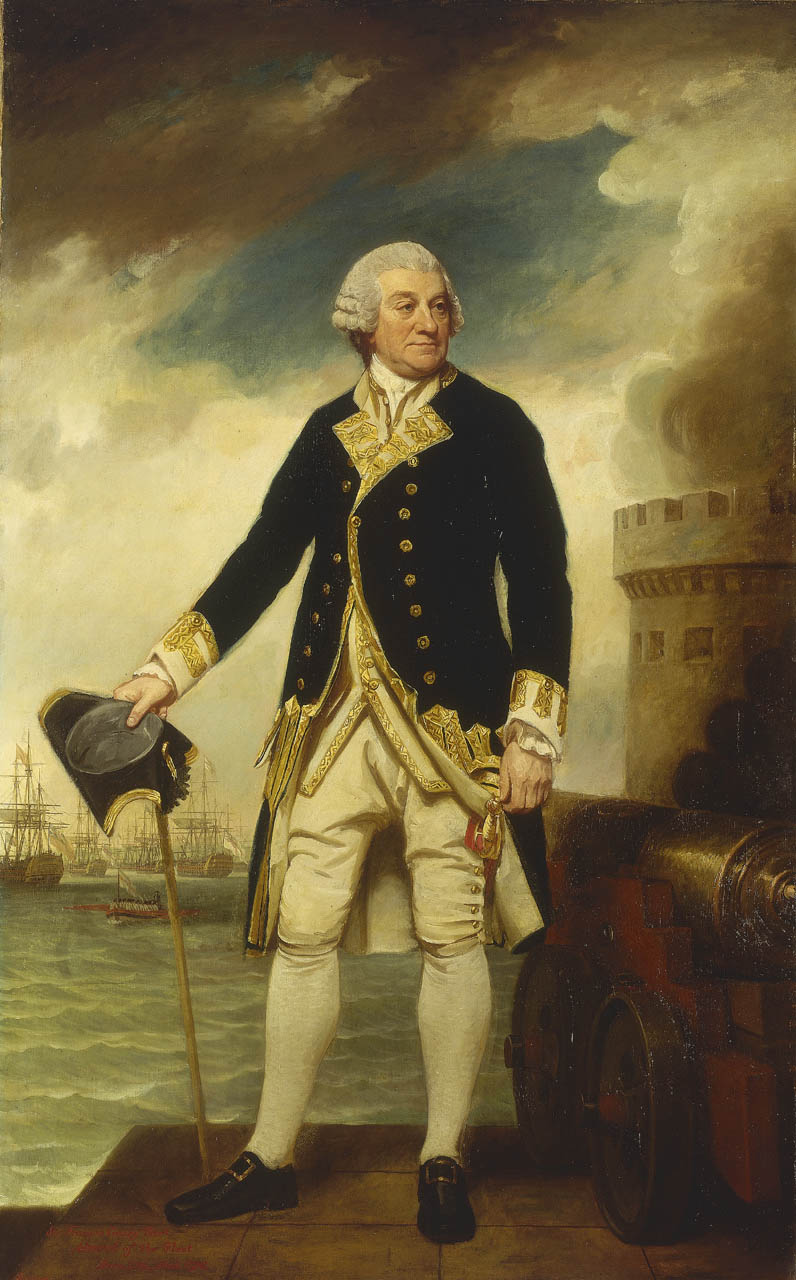
Адмирал сэр Фрэнсис Гири (ок. 1782)
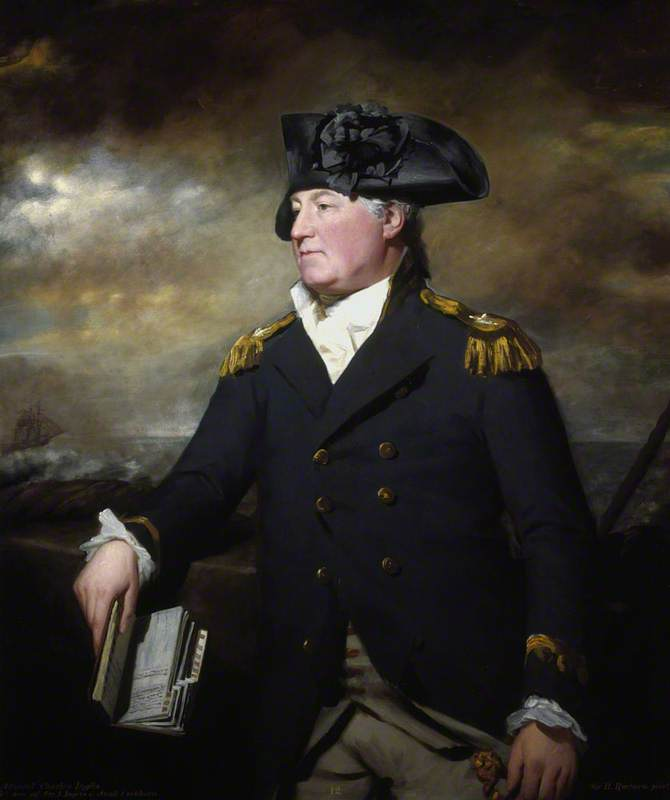
Контр-адмирал Чарльз Инглис (ок. 1783)
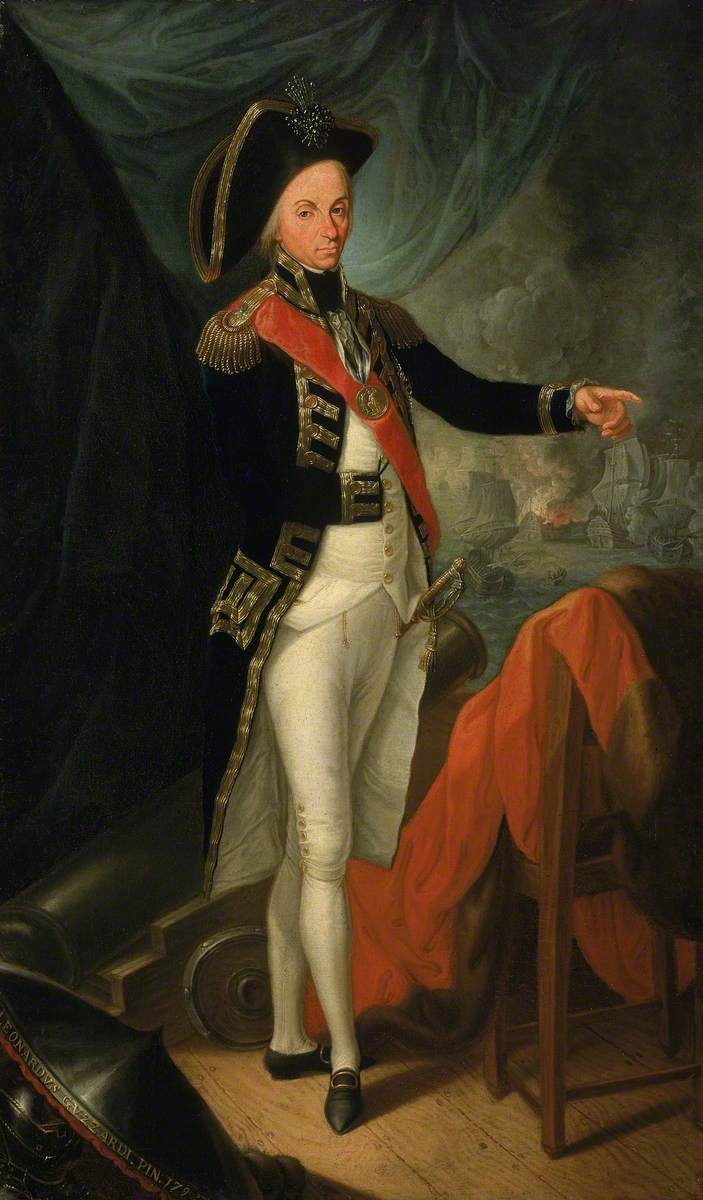
Адмирал Горацио Нельсон

| Ранг      | Командующий / флаг-офицер                                            | Командующий / флаг-офицер                                            | Командующий / флаг-офицер                                            | Командующий / флаг-офицер                                            | Командующий / флаг-офицер                                            | Старший офицер                           | Старший офицер                           | Старший офицер                           | Младший офицер                         | Младший офицер          |  |
| --------- | -------------------------------------------------------------------- | -------------------------------------------------------------------- | -------------------------------------------------------------------- | -------------------------------------------------------------------- | -------------------------------------------------------------------- | ---------------------------------------- | ---------------------------------------- | ---------------------------------------- | -------------------------------------- | ----------------------- |  |
| 1795-1812 |                                                                      |                                                                      |                                                                      |                                                                      |                                                                      |                                          |                                          |                                          |                                        |                         |  |
|           |                                                                      |                                                                      |                                                                      |                                                                      |                                                                      |                                          |                                          |                                          |                                        |                         |  |
|           | 3 золотые полоски на синей манжете с золотыми пуговицами и петлицами | 3 золотые полоски на синей манжете с золотыми пуговицами и петлицами | 2 золотые полоски на синей манжете с золотыми пуговицами и петлицами | 1 золотая полоска на синей манжете с золотыми пуговицами и петлицами | 1 золотая полоска на синей манжете с золотыми пуговицами и петлицами | 2 золотые полоски на раздвоенном манжете | 2 золотые полоски на раздвоенном манжете | 1 золотая полоска на раздвоенном манжете | Белая манжета с пуговицами и петлицами |                         |  |
|           | Адмирал флота                                                        | Адмирал                                                              | Вице-адмирал                                                         | Контр-адмирал                                                        | Коммодор (носит униформу контр-адмирала)                             | Капитан (более 3-х лет на службе)        | Капитан (менее 3-х лет на службе)        | Штурман и коммандер                      | Лейтенант                              | Второй штурман / Мичман |  |

1812-1827 годы

С марта 1812 года в парадную форму вернули белые лацканы, воротники и манжеты, которые были заменены синими в 1795 году, за исключением повседневной униформы. Для мичманов жакет остался полностью синим, а у капитана стал двубортным. Лейтенантам был пожалован единственный золотой эполет с правой стороны. В 1812 году эмблема на пуговицах с изображением обвитого якоря была увенчана короной.

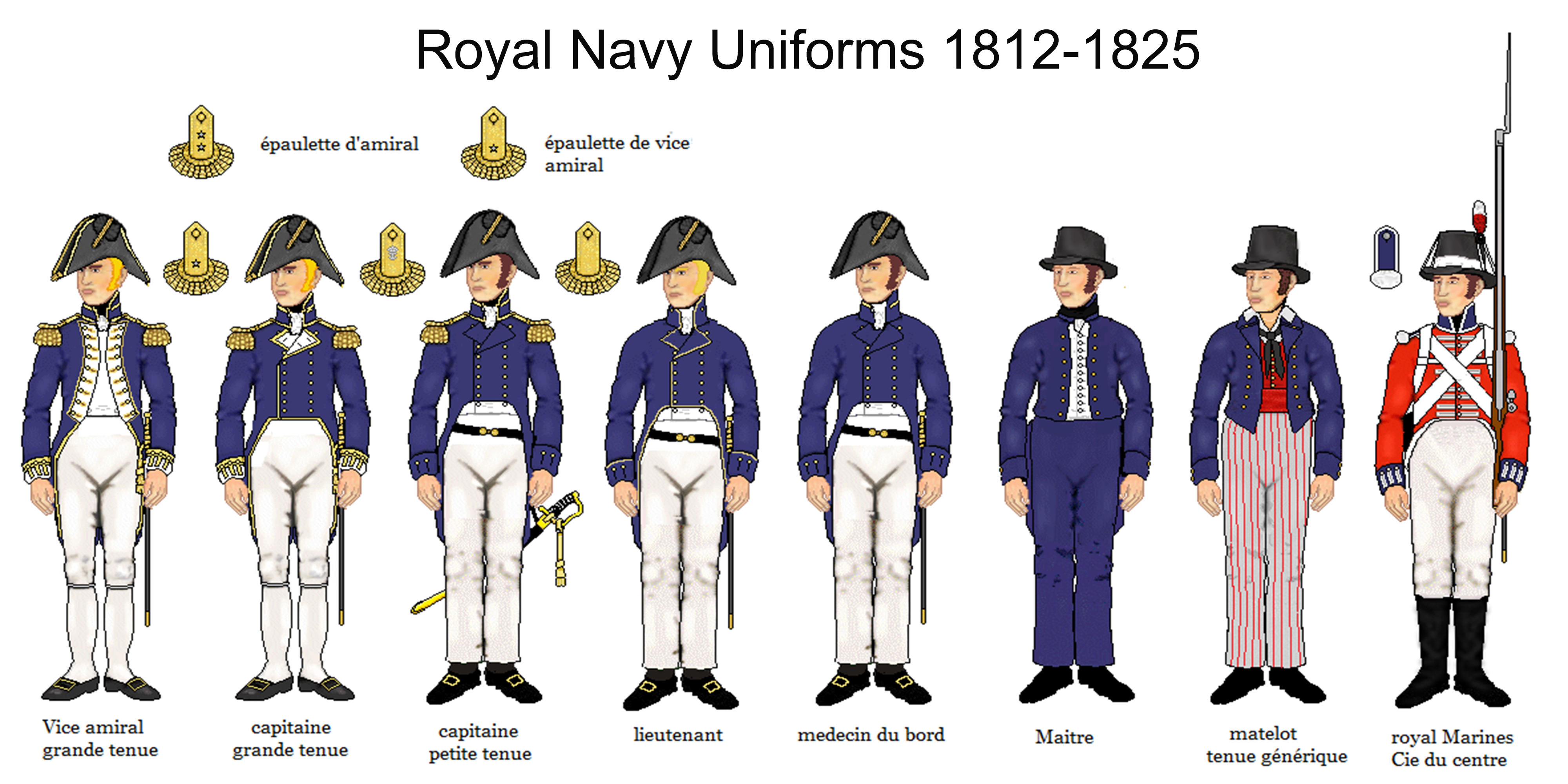
Униформа 1812-1825 годов
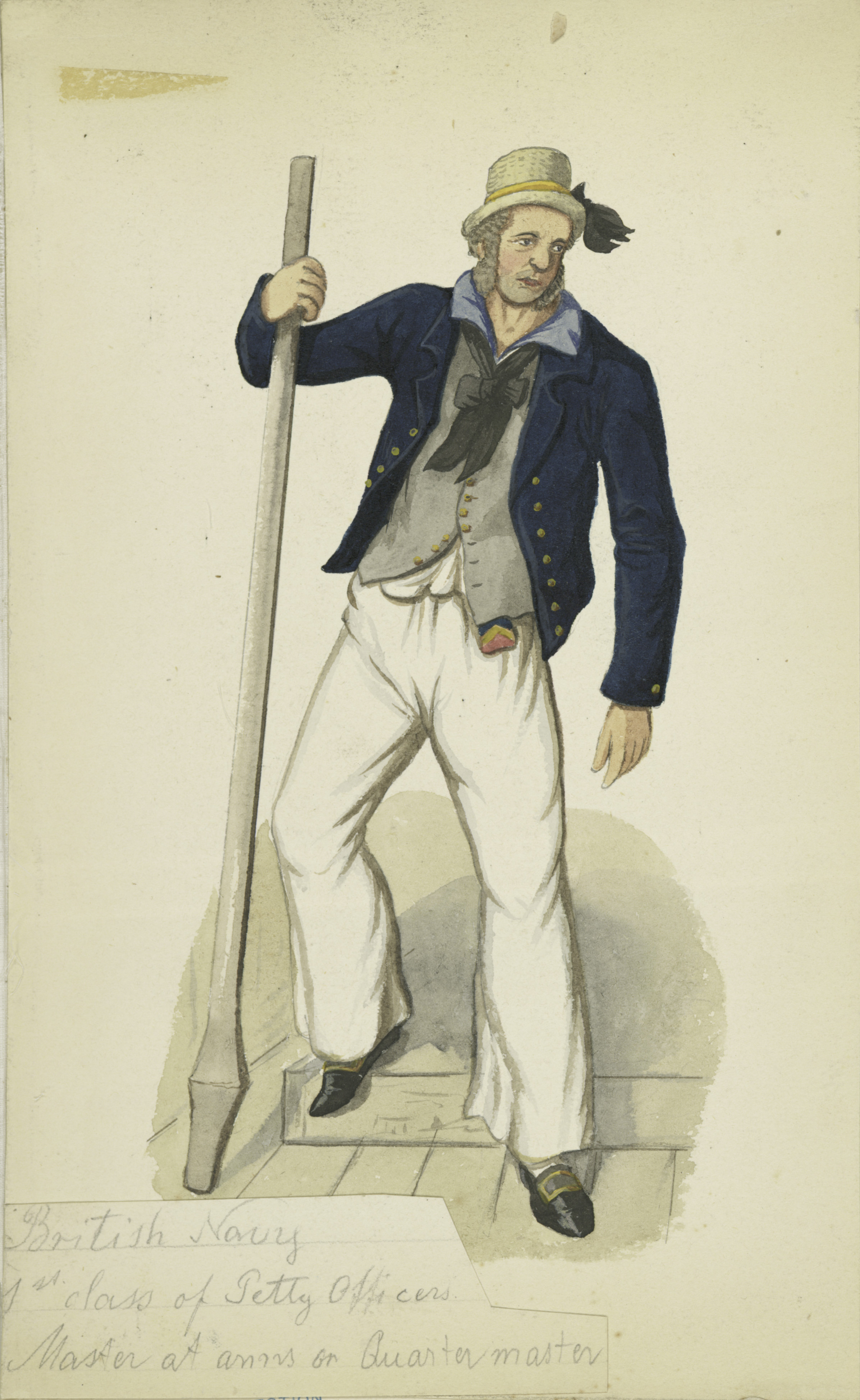
Моряк эпохи Наполеоновских войн одет в бушлат, брюки, соломенную шляпу и шейный платок
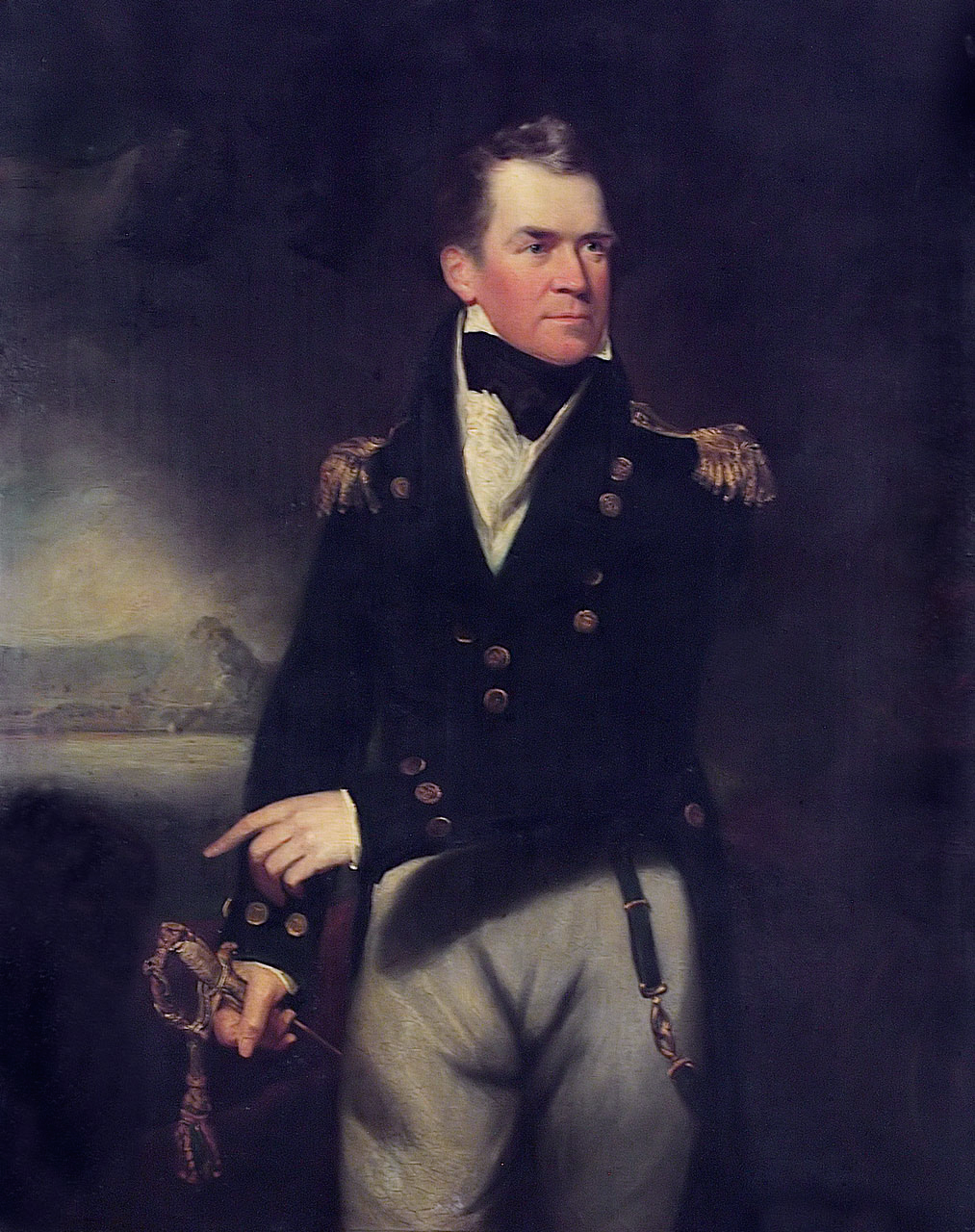
Капитан Джордж Кольер[англ.] в повседневной униформе 1812-1825 годов

| Ранг      | Командующий / флаг-офицер                                            | Командующий / флаг-офицер                                            | Командующий / флаг-офицер                                            | Командующий / флаг-офицер                                            | Командующий / флаг-офицер                                            | Старший офицер                           | Старший офицер                           | Старший офицер                           | Младший офицер                         | Младший офицер          |
| --------- | -------------------------------------------------------------------- | -------------------------------------------------------------------- | -------------------------------------------------------------------- | -------------------------------------------------------------------- | -------------------------------------------------------------------- | ---------------------------------------- | ---------------------------------------- | ---------------------------------------- | -------------------------------------- | ----------------------- |
| 1812-1825 |                                                                      |                                                                      |                                                                      |                                                                      |                                                                      |                                          |                                          |                                          |                                        |                         |
|           |                                                                      |                                                                      |                                                                      |                                                                      |                                                                      |                                          |                                          |                                          |                                        |                         |
|           | 3 золотые полоски на синей манжете с золотыми пуговицами и петлицами | 3 золотые полоски на синей манжете с золотыми пуговицами и петлицами | 2 золотые полоски на синей манжете с золотыми пуговицами и петлицами | 1 золотая полоска на синей манжете с золотыми пуговицами и петлицами | 1 золотая полоска на синей манжете с золотыми пуговицами и петлицами | 2 золотые полоски на раздвоенном манжете | 2 золотые полоски на раздвоенном манжете | 1 золотая полоска на раздвоенном манжете | Белая манжета с пуговицами и петлицами |                         |
|           | Адмирал флота                                                        | Адмирал                                                              | Вице-адмирал                                                         | Контр-адмирал                                                        | Коммодор (носит униформу контр-адмирала)                             | Капитан (более 3-х лет на службе)        | Капитан (менее 3-х лет на службе)        | Штурман и коммандер                      | Лейтенант                              | Второй штурман / Мичман |

1827-1830 годы
Фрачный покрой жакета изменился: вместо расходящихся от груди бортов, переходящих назад в фалды, он был обрезан по талии (как у современного кителя), надлежало жакет застёгивать на все пуговицы. У мичманов, штурманов, вольноопределяющихся I-го и II-го классов, а также хирургов существующая форма сохранилась, но теперь надлежало застёгиваться. В правилах 1827 года было предписано не проводить различия между парадной и повседневной униформой, единственное различие между ними заключалось в том, что офицерам разрешалось повседневно носить простые синие брюки. В 1829 году офицерам было дозволено носить однобортный жакет, когда корабль стоит на причале. Официальная форма предполагала прежние фрачный жакет с фалдами, треуголку и эполеты. На рукавах остались нашивки для обозначения ранга, как предшественники нынешней системы нарукавных знаков различия. Флаг-офицеры носили эполеты вместе с жакетом, тогда как прочие офицеры — только на фраке. Дополнительно они носили простые синие брюки и фуражки с козырьком. Несмотря на недолгое существование этого жакета (отменен в 1834 году), он оказал влияние на последующие стили униформы, особенно повседневные.
| Ранг      | Командующий / флаг-офицер | Командующий / флаг-офицер | Командующий / флаг-офицер | Командующий / флаг-офицер | Командующий / флаг-офицер                | Старший офицер                    | Старший офицер                    | Старший офицер      | Младший офицер | Младший офицер              |  |
| --------- | ------------------------- | ------------------------- | ------------------------- | ------------------------- | ---------------------------------------- | --------------------------------- | --------------------------------- | ------------------- | -------------- | --------------------------- |  |
| 1827-1834 |                           |                           |                           |                           |                                          |                                   |                                   |                     |                |                             |  |
|           |                           |                           |                           |                           |                                          |                                   |                                   |                     |                |                             |  |
|           |                           |                           |                           |                           |                                          |                                   |                                   |                     |                | 1 золотая тесьма на манжете |  |
|           | Адмирал флота             | Адмирал                   | Вице-адмирал              | Контр-адмирал             | Коммодор (носит униформу контр-адмирала) | Капитан (более 3-х лет на службе) | Капитан (менее 3-х лет на службе) | Штурман и коммандер | Лейтенант      | Второй штурман / Мичман     |  |

1837-1846 годы
В 1843 году лейтенантам были пожалованы два простых эполета вместо одного прежнего.
| Ранг      | Командующий / флаг-офицер | Командующий / флаг-офицер | Командующий / флаг-офицер | Командующий / флаг-офицер | Командующий / флаг-офицер                | Старший офицер                    | Старший офицер                    | Старший офицер      |           | Младший офицер          | Младший офицер |
| --------- | ------------------------- | ------------------------- | ------------------------- | ------------------------- | ---------------------------------------- | --------------------------------- | --------------------------------- | ------------------- | --------- | ----------------------- | -------------- |
| 1843-1864 |                           |                           |                           |                           |                                          |                                   |                                   |                     |           |                         |                |
|           | Адмирал флота             | Адмирал                   | Вице-адмирал              | Контр-адмирал             | Коммодор (носит униформу контр-адмирала) | Капитан (более 3-х лет на службе) | Капитан (менее 3-х лет на службе) | Штурман и коммандер | Лейтенант | Второй штурман / Мичман |                |

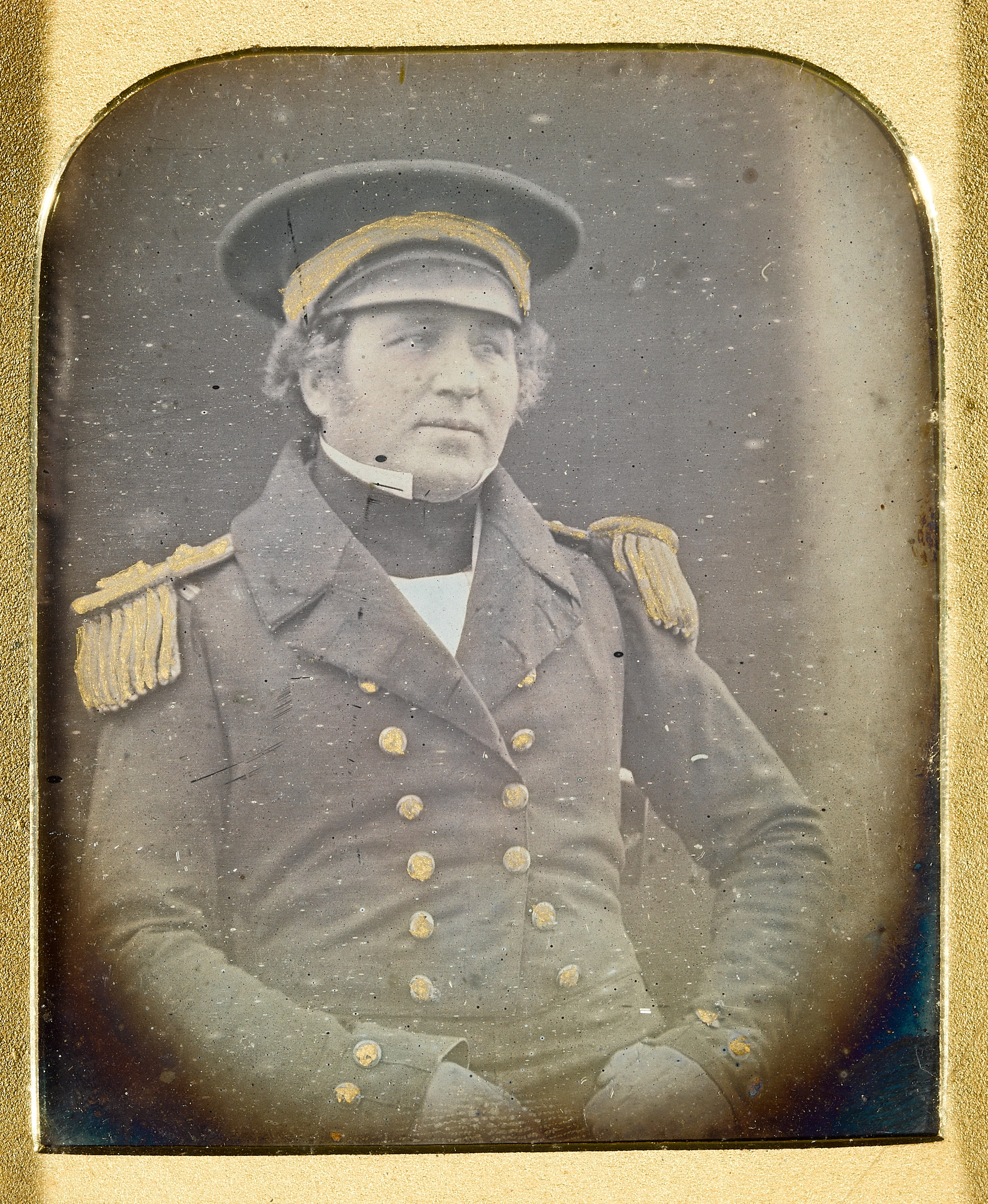
Капитан Фрэнсис Крозье во фраке образца 1843-1846 годов и фуражке с козырьком
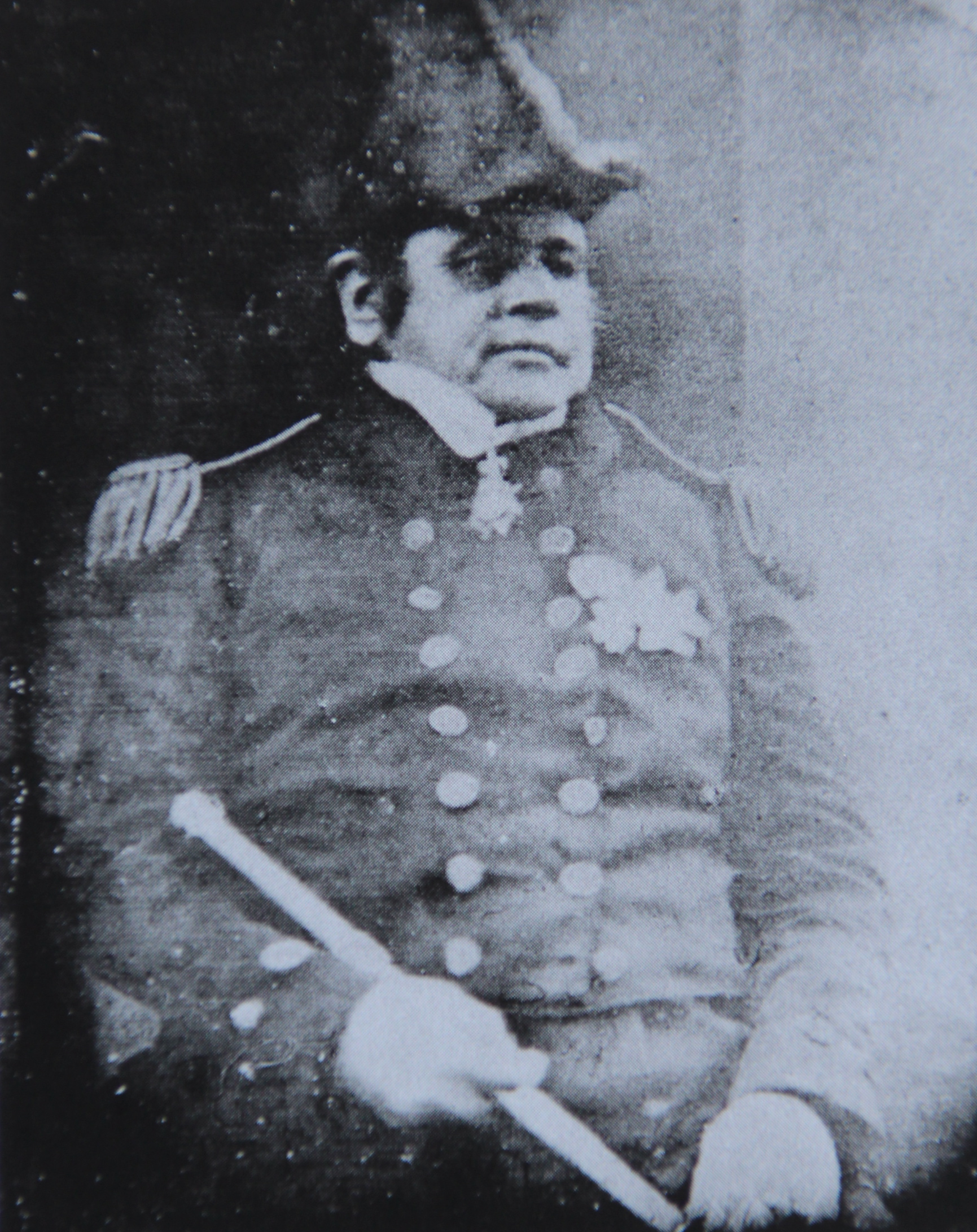
Капитан Джон Франклин во фраке образца 1843-1846 годов и треуголке

После 1856 года
Циркуляр адмиралтейства № 283 от 30 января 1857 года стандартизировал «Форменную одежду для старшин, матросов и юнгов Королевского военно-морского флота».

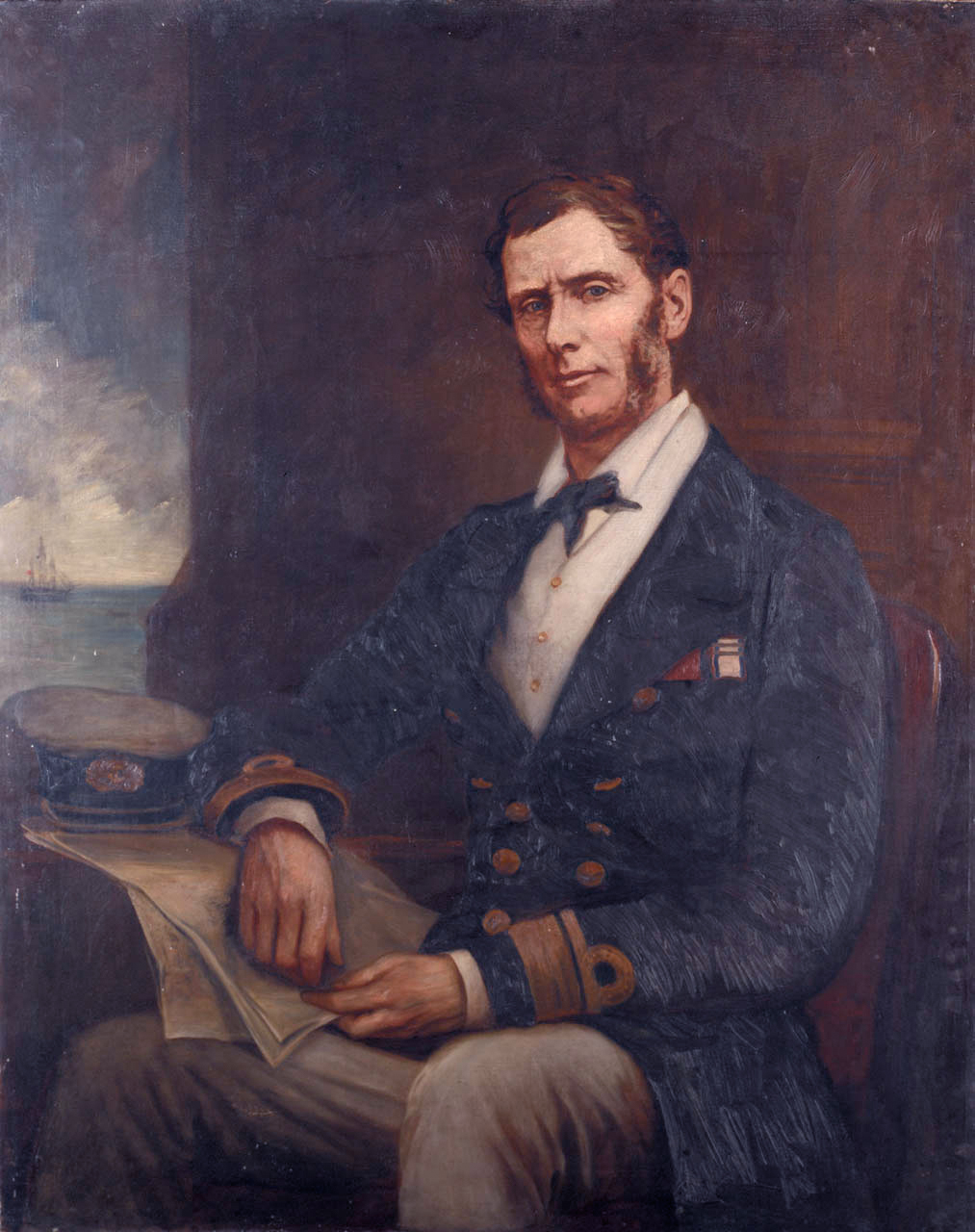
Контр-адмирал Генри Джон Кодрингтон в 1857 - 1863 гг.
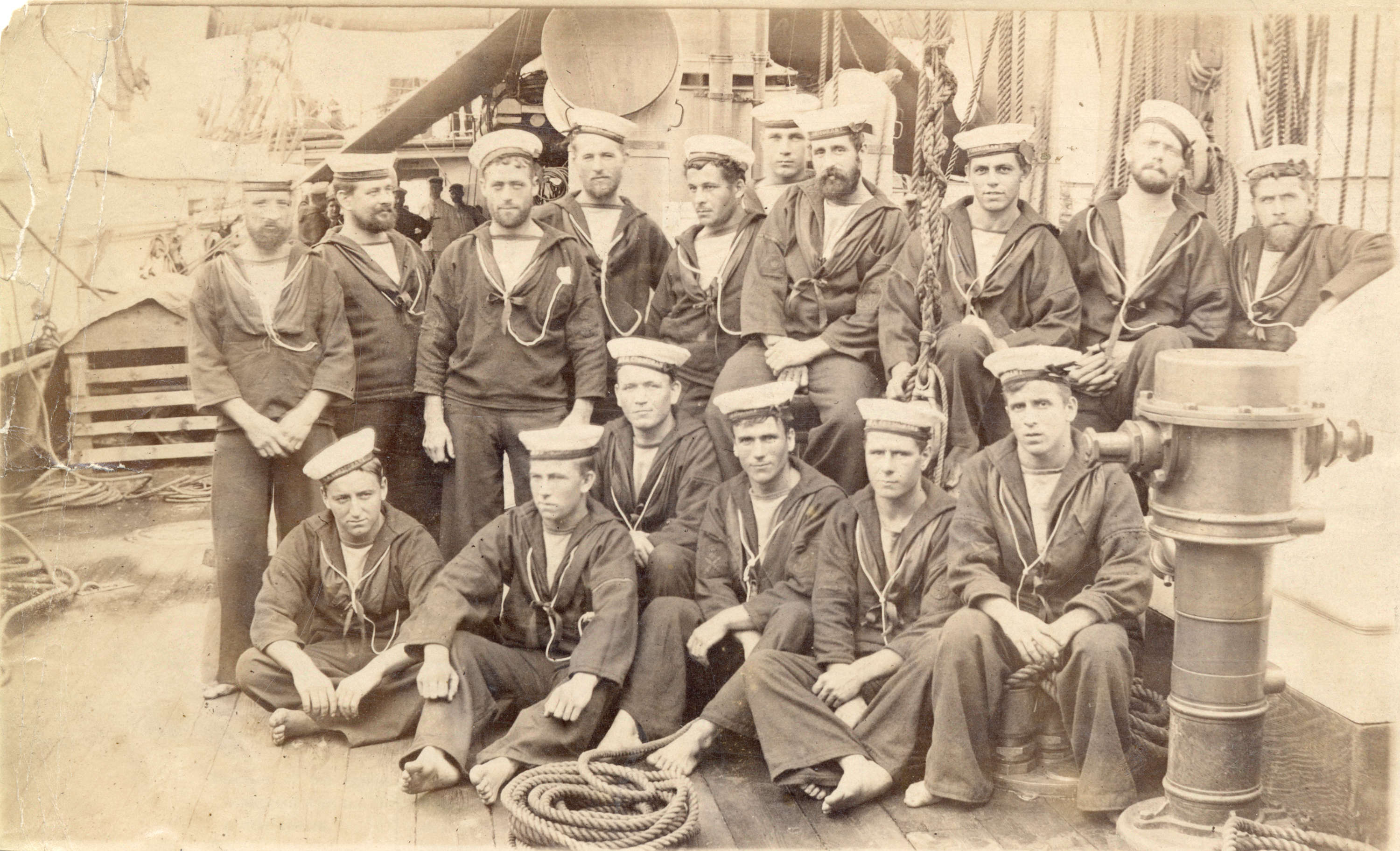
Моряки ок. 1888 года. Морская форма викторианской эпохи: брюки клёш и бескозырка. Униформа этого образца была обязательной с 1840 года до конца XX века.
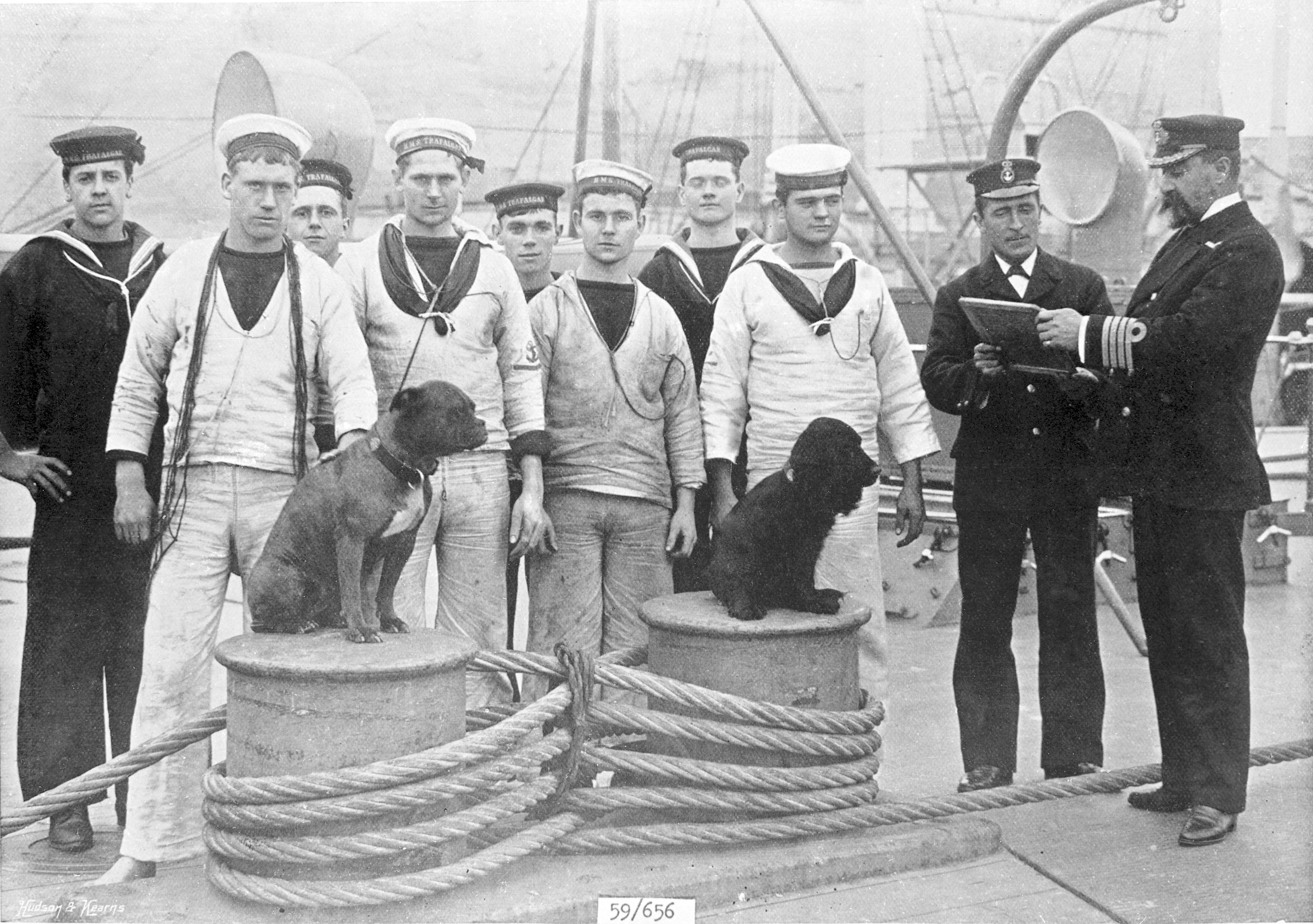
Моряки рубежа веков в белой тропической униформе